# Акатная Маза
Акатная Маза — село в Хвалынском районе Саратовской области, в составе сельского поселения Сосново-Мазинское муниципальное образование.
Население — 220 (2010).

## История
Село основано в начале XVII века. В Списке населённых мест Российской империи по сведениям за 1859 год упоминается как казённое село Окатная Маза (оно же Окатное) Хвалынского уезда Саратовской губернии, расположенное при ручье Жилом по тракту из города Хвалынска в квартиру второго стана на расстоянии 30 вёрст от уездного города. В населённом пункте имелось 220 дворов, проживали 740 мужчин и 769 женщины, имелись православная церковь и раскольническая молельня. Согласно переписи 1897 года в селе Акатная Маза (Покровское) проживал 2051 житель, из них православных — 1571, старообрядцев (австрийского толка, беглопоповцы, беспоповцы) — 479.
Согласно Списку населённых мест Саратовской губернии 1914 года Акатная Маза являлась волостным селом Акатно-Мазинской волости. По сведениям за 1911 год в селе насчитывалось 502 двора, проживали 1278 мужчин и 1401 женщина. В селе проживали преимущественно бывшие государственные крестьяне, великороссы, составлявшие одно сельское общество. В селе имелись 1 православная церковь, 1 единоверческая церковь, 1 земская школа.

## Физико-географическая характеристика
Село находится в пределах Приволжской возвышенности, являющейся частью Восточно-Европейской равнины, при ручье Жилой Ключ (бассейн реки Терешка), на высоте около 120 метров над уровнем моря. Рельеф местности — сильно-пересечённый. В 3—4 км южнее села — широколиственные леса. Почвы — чернозёмы остаточно-карбонатные.
Село расположено примерно в 30 км по прямой в западном направлении от районного центра города Хвалынска. По автомобильным дорогам расстояние до районного центра составляет 34 км, до областного центра города Саратов — 210 км.
Часовой пояс
Акатная Маза, как и вся Саратовская область, находится в часовой зоне МСК+1. Смещение применяемого времени относительно UTC составляет +4:00.

## Население
Динамика численности населения по годам:
| Годы      | 1859 | 1897 | 1911 | 2002 |
| --------- | ---- | ---- | ---- | ---- |
| Население | 1509 | 2051 | 2679 | 349  |

| 2002 | 2010 |
| ---- | ---- |
| 349  | ↘220 |

Национальный состав
Согласно результатам переписи 2002 года русские составляли 94 % населения села.

## Экономика
В селе функционирует современный свинокомплекс, рассчитанный на 2500 голов скота.